# Megluminijev antimonat
Megluminijev antimoniat (zaščiteno ime Glucantime ali Glucantim) je zdravilo za zdravljenje lišmanioze. Spada v skupino petvaletnih antimonovih spojin. Zdravilo v Sloveniji ni registrirano.
Megluminijev antimonat se poleg natrijevega stiboglukonata, ki prav tako sodi med petvaletne antimonove spojine, uporablja že več kot 50 let za zdravljenje lišmanioze, vendar je kljub temu le malo znanega o mehanizmu delovanja in kemijski strukturi teh dveh učinkovin. V preteklosti so antimonove učinkovine uporabljali za zdravljenje vseh oblik lišmanioze, v zadnjih letih pa jih je liposomski amfotericin B nadomestil v zdravljenju visceralne lišmanioze.

## Neželeni učinki
Pri zdravljenju z megluminijevim antimoniatom se pojavljajo med drugim naslednji neželeni učinki: motnje srčnega utripa, povišana telesna temperatura, siljenje na bruhanje, bolečina v predelu trebuha in hrbta, bruhanje, povišane vrednosti testov jetrne funkcije.